# Totò cerca pace
Totò cerca pace è un film del 1954 diretto da Mario Mattoli. È l'ultimo film in cui Totò ed Isa Barzizza recitano insieme.

## Trama
Due vedovi, lei fiorentina, lui di Napoli ma trapiantato nel capoluogo toscano da più di vent'anni e con un'attività avviata, decidono di sposarsi. Ritornati a Firenze dopo il viaggio di nozze, diventano bersaglio dei loro nipoti i quali, preoccupati per la destinazione futura degli averi dei due, tramano contro di loro. La coppia, dopo aver scoperto i disegni dei parenti, fingerà d'essere morta per poterne smascherare l'interesse venale.